# Бубанє
Бубанє (чорн. Bubanje/Бубање) — село (поселення) в Чорногорії, підпорядковане общині Беране. Християнське поселення з населенням 213 мешканців.

## Населення
Динаміка чисельності населення (станом на 2003 рік):
- 1948 → 379
- 1953 → 443
- 1961 → 470
- 1971 → 433
- 1981 → 336
- 1991 → 290
- 2003 → 213

Національний склад села (станом на 2003 рік):
Слід відмітити, що перепис населення проводився в часи міжетнічного протистояння на Балканах й тоді частина чорногорців солідаризувалася з сербами й відносила себе до спільної з ними національної групи (іменуючи себе югославами-сербами, притримуючись течії панславізму). Тому, в запланованому переписі на 2015 рік очікується суттєва кореляція цифр національного складу (в сторону збільшення кількості чорногорців) — оскільки тепер чіткіше проходитиме розмежування, міжнаціональне, в самій Чорногорії.